# Al-Hayam al-Hasan ben Muhammad ben al-Qasim
Al-Hayam al-Hasan ben Muhámmad ben al-Qásim (Hasan I al-Hayam) fue un emir idrisí del Magreb. Era hijo de Muhámmad, hermano de Yahya ben al-Qásim. Después de cinco años de dominación fatimí sobre Fez y ocho sobre el resto del Magreb, Hasan se sublevó hacia el 925, derrotó al gobernador Musa ibn Abi l-Afiya y entró en Fez. Pero dos años después, traicionado por el gobernador de la ciudad, cayó en manos de su enemigo Musa y de su hijo Abd Allah ibn Musa y fue ajusticiado. Musa gobernó hasta el 937.
El siguiente soberano fue al-Qásim Gannum ibn Muhámmad ibn al-Qásim, hermano de Hasan I, en el 937.